# Grijskopijsvogel
De grijskopijsvogel (Halcyon leucocephala) komt voor in Afrika. Deze ijsvogel vangt soms wel vis, maar hij leeft toch voornamelijk van insecten.

## Beschrijving
De grijskopijsvogel is ongeveer 22 cm groot. Deze ijsvogel heeft een chocoladebruine buik, zwarte rug en een iridiserend blauwe stuit en staart, vooral zichtbaar in vlucht. De borst, mantel zijn lichtbruin of grijs tot bijna wit bij de keel. De snavel is relatief smal en net als de poten rood gekleurd. De vogel is meestal solitair.

## Verspreiding en leefgebied
De grijskopijsvogel heeft een verspreidingsgebied dat reikt van de Kaapverdië, Mauritanië, Senegal en Gambia in het westen tot in Ethiopië, Somalië, en het zuiden van het Arabisch Schiereiland in het oosten en zuidelijk tot in het oosten van Zuid-Afrika. Het is een vogel van beboste streken met wat water in de buurt. Deze ijsvogel jaagt voornamelijk op insecten.
De soort telt 5 ondersoorten:
- H. l. acteon: Kaapverdië.
- H. l. leucocephala: van Senegal en Gambia tot noordwestelijk Somalië, noordelijk Tanzania en noordelijk Congo-Kinshasa.
- H. l. semicaerulea: het zuidelijk Arabisch Schiereiland.
- H. l. hyacinthina: van zuidoostelijk Somalië tot Tanzania.
- H. l. pallidiventris: van zuidelijk Congo-Kinshasa tot noordwestelijk Tanzania en noordelijk Zuid-Afrika.

Het leefgebied bestaat uit beboste streken met wat water in de buurt. De vogel mijdt dicht regenwoud, maar ook zeer droge gebieden. Deze ijsvogel jaagt voornamelijk op insecten.

## Status
De grijskopijsvogel heeft een enorm groot verspreidingsgebied. Het is een betrekkelijk algemene vogel. De grootte van de populatie is niet gekwantificeerd. Men veronderstelt dat de populatie in aantal stabiel is, daarom staat deze ijsvogel als niet bedreigd op de Rode Lijst van de IUCN.